# Ciudad de Asís
Ciudad de Asís es un barrio de la ciudad española de Alicante. Limita al norte con el término municipal de San Vicente del Raspeig; al este con los barrios de Divina Pastora, Polígono San Blas, Florida Alta y Florida Baja; al sur con Polígono Babel; y al oeste con las entidades de población pertenecientes al término municipal de Alicante de la Cañada del Fenollar, Fontcalent y El Bacarot. Según el padrón municipal, cuenta en el año 2022 con una población de 6543 habitantes (3315 mujeres y 3228 hombres). Se incluye en el distrito número tres de la ciudad.
Dentro de los límites del barrio se encuentra el único cementerio municipal de la ciudad, el cementerio municipal de Nuestra Señora del Remedio.

## Población
Según el padrón municipal de habitantes de Alicante, la evolución de la población del barrio de Ciudad de Asís en los últimos años, del 2011 al 2022, tiene los siguientes números:
|              | 2011 | 2012   | 2013  | 2014   | 2015  | 2016  | 2017  | 2018  | 2019  | 2020   | 2021  | 2022  |
| ------------ | ---- | ------ | ----- | ------ | ----- | ----- | ----- | ----- | ----- | ------ | ----- | ----- |
| Población    | 6404 | 6266   | 6234  | 6347   | 6305  | 6330  | 6353  | 6407  | 6478  | 6620   | 6575  | 6543  |
| (Diferencia) |      | (-138) | (-32) | (+113) | (-42) | (+25) | (+23) | (+54) | (+71) | (+142) | (-45) | (-32) |

## Historia
El barrio se creó en la década de 1950 por iniciativa del padre capuchino Ángel de Carcagente con el fin de acoger a la población inmigrante, aunque la construcción de las primeras viviendas se inició en 1948. Fue diseñado por el arquitecto municipal Miguel López González, quien también fue autor en 1952 de la barriada alicantina llamada de José Antonio, actual barrio de Miguel Hernández. A partir del año 1953 se formó un patronato que construyó 50 viviendas nuevas, decidiéndose en 1956 la construcción de 1840 más. Se trata de viviendas de bajo costo y económicas, de protección oficial, que carecen de elementos de ornato, constituyendo un paisaje típico de barrio periférico y dormitorio de trabajadores.

## Fiestas
Las fiestas patronales del barrio están dedicadas a san Francisco de Asís y tienen lugar entre los días 26 de septiembre y 4 de octubre, en los que se realizan diversos actos, como un almuerzo popular, una solemne procesión y una ofrenda de flores en honor del patrón.